# 马蒂厄·弗拉米尼
马蒂厄·弗拉米尼（法語：Mathieu Flamini，1984年3月7日—），是一位擁有意大利血統的法國足球運動員，司職中場，成名於英超球會阿森纳。弗拉米尼同时也是一家生物技术公司GF Biochemicals的创始人。

## 生平
法明尼出生於法國南部大城馬賽，父親為意大利人，並有親屬在羅馬居住。

### 馬賽
早在少年時代已加入當地大球會馬賽，為學徒球員。他於2003年12月20日一場比賽裡首度登場，之後上陣了14場聯賽。該季他隨馬賽打入歐洲足協盃決賽，不過卻敗於西甲爭標分子華倫西亞。

### 阿仙奴
至2004年夏季始被英超球會阿仙奴收購。首場英超聯賽乃於2004年8月15日勝愛華頓一場聯賽。由於阿仙奴人材濟濟，他一直未成為正選，但仍有上陣機會，只是有時要司職右閘或左閘。2007年夏季有傳他被意大利AC米蘭招攬，惟一直未成事。雖然在阿仙奴只是後備，但他也入選過國家隊。2007年2月7日他在一場對阿根廷的友誼賽中被徵召入伍，代替因傷退出的杜拿蘭。
2007-08年球季，是法明尼開始成熟，成為阿仙奴的主力球員。基拔圖·施華被貶為後備，法明尼比基拔圖·施華更有活力是主要原因。法明尼亦不時有精采遠射，代表作是2007-08年球季，主場以3-0輕取紐卡素的賽事，他在離開二十五碼射入的「世界波」，更贏得領隊雲加的點名讚賞。雲加在該仗賽後表示：「法明尼的拼勁太出色了，而且走位的時機和最後處理球的一下都很出色，很冷靜。以前他可不是這樣，今晚便射入了一個精彩的入球。」可見法明尼甚得雲加歡心。
然而，法明尼與阿仙奴的合約將於該季後結束，法明尼不欲再為阿仙奴效力，阿仙奴的續約談判亦失敗。

### AC米蘭
同時，法明尼本人亦表示2008-09新球季時會為AC米蘭披甲，AC米蘭官方亦表示在5月初會為成為自由身的法明尼提供一份由2008-09球季起，為期4年的合同，並表示法明尼通過體檢後便完成轉會程序，法明尼由阿仙奴轉會至AC米蘭已成事實。2008年5月5日，雙方正式簽訂4年合約﹐年薪高達400萬歐元。
自從加盟AC米蘭以來，高額的年薪和不斷的傷患。從加盟之初的2008-09球季開始，費明尼的出場次數每況愈下。2011-12賽季，費明尼幾乎養傷整季，出場次數只有2次。
2012年夏天AC米蘭原打算放棄費明尼，但多名老將離開，米蘭最終還是和費明尼低薪續約1年。2013年，即在球隊最後一年，法明尼重獲上陣機會，並協助球隊升上第三名。

### 重返阿仙奴
2013年7月，法明尼與AC米蘭的合約將於該季後結束，法明尼的續約談判失敗。
當地時間8月29日，法明尼以自由身重返阿仙奴，簽定3年合約，周薪4萬鎊。
2016年5月14日，阿仙奴領隊雲加在記者會上宣布，法明尼與兩名隊友路斯基和阿迪達將會在季尾約滿離隊。

### 水晶宮
2016年法明尼以自由身加入英超球隊水晶宫足球俱乐部，賽季後球隊宣佈不會跟他續約。

### 赫塔費
2018年2月2日，法明尼加入赫塔費。

## 榮譽

### 球會
阿仙奴
- 英格蘭足總盃冠軍﹕2005年、2014年 、2015年
- 英格蘭社區盾冠軍﹕2004年、2014年
- 酋長盃冠軍﹕2007年

 AC米蘭
- 意甲冠軍﹕2011年
- 意大利超級盃冠軍﹕2011年